# Хайнански гибон
Хайнанският гибон (Nomascus hainanus) е вид бозайник от семейство Гибони (Hylobatidae). Видът е критично застрашен от изчезване.

## Разпространение
Разпространен е в Китай (Хайнан).